# Kondratowice (plaats)
Kondratowice (Duits: Kurtwitz) is een plaats in het Poolse district  Strzeliński, woiwodschap Neder-Silezië. De plaats maakt deel uit van de gemeente Kondratowice en telt 820 inwoners.

## Verkeer en vervoer
- Station Kondratowice